# Preußisches Oberverwaltungsgericht

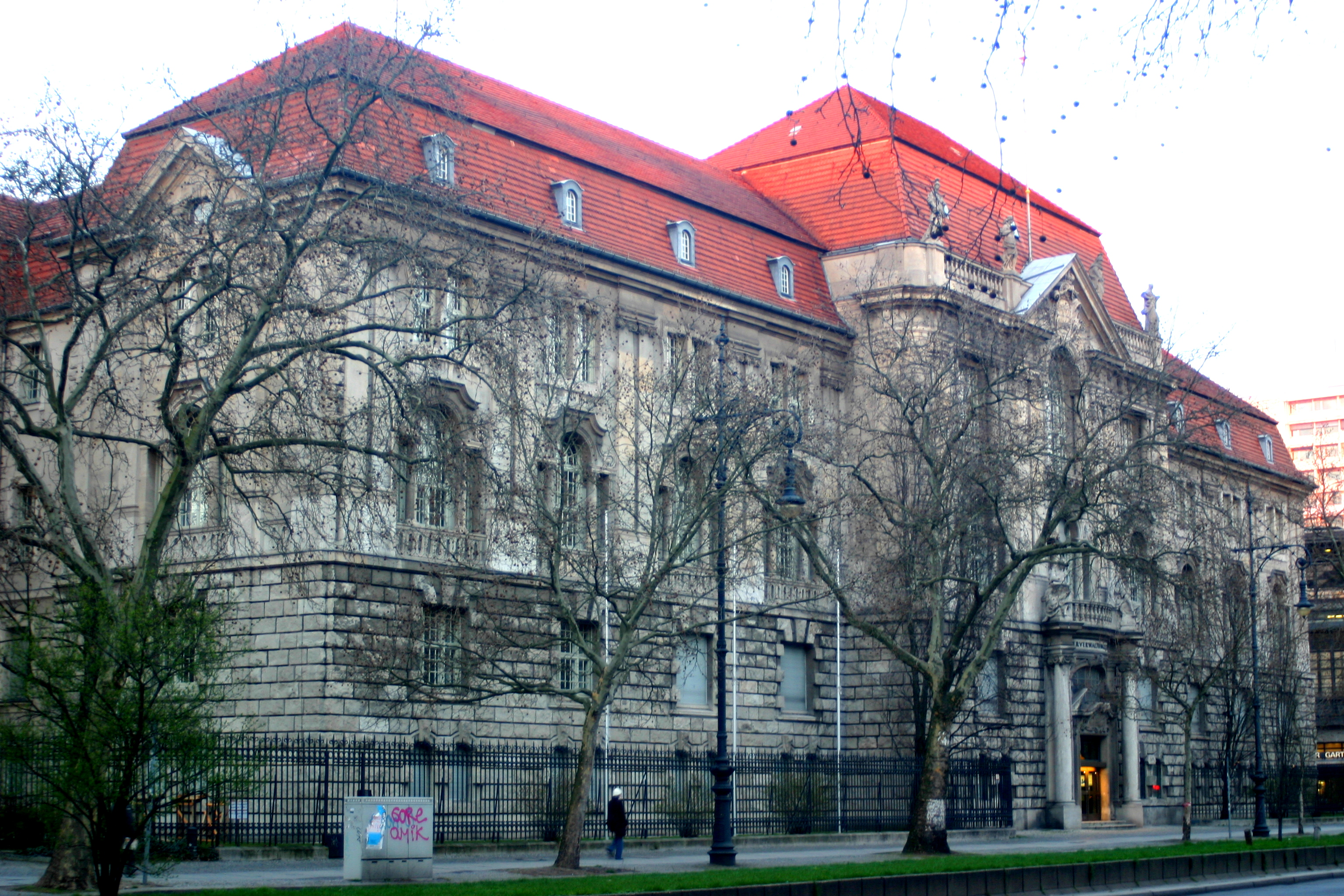
Gebäude des Preußischen OVG in Berlin, heute Sitz des OVG Berlin-Brandenburg (2008)

Das (Königlich-) Preußische Oberverwaltungsgericht (PrOVG) war das Oberverwaltungsgericht (OVG) des Königreichs Preußen und des Freistaates Preußen.
Das OVG wurde mit dem preußischen Verwaltungsgerichtsgesetz vom 3. Juli 1875 (Preuß. GS, S. 375) errichtet, nachdem bereits etwa in Baden durch Gesetz vom 5. Oktober 1863 Verwaltungsgerichte inklusive des Verwaltungsgerichtshofes geschaffen worden waren. Davor gab es in den deutschen Ländern keine unabhängige Verwaltungsgerichtsbarkeit.

## Rechtsprechung
Maßstabsetzend wirkte das PrOVG vor allem durch das sogenannte „Kreuzbergurteil“ vom 14. Juni 1882, das eine auf die Gefahrenabwehr zugeschnittene Generalklausel im preußischen Polizeirecht etablierte und die Gesetzesbindung der Verwaltung untermauerte. Bekannt sind darüber hinaus sein Urteil vom 14. Mai 1925 im Borkum-Lied-Fall (PrOVGE 80, 176) sowie seinen Entscheidungen im Flaggenstreit zwischen dem Magistrat der Stadt Potsdam und dem Preußischen Staatsministerium (PrOVGE 82, 82), der schließlich auch vom Staatsgerichtshof für das Deutsche Reich zu entscheiden war.
Während der Weimarer Republik festigte das PrOVG insbesondere unter seinem langjährigen Präsidenten Bill Drews seinen Ruf als effektive Kontrollinstanz gegenüber der Verwaltung und Schrittmacher eines modernen Polizeirechts. Wesentliche, durch seine Rechtsprechung ausgeprägte Handlungsgrundsätze flossen in das Preußische Polizeiverwaltungsgesetz (PVG) vom 1. Juni 1931 ein. Gleichzeitig stärkte dieses Gesetz die Rechtsschutz wahrende Position des OVG.
Während der NS-Diktatur war das PrOVG einerseits um den Erhalt des Gesetzmäßigkeitsprinzips bemüht und leistete auch Widerstand gegen polizeiliche Willkürakte. Andererseits lässt sich in seiner Rechtsprechung eine Ideologisierung der polizeilichen Generalklausel (§ 14 PVG) beobachten, die den Sicherheitsbehörden den Zugriff auf immer mehr gesellschaftliche Lebensbereiche eröffnete. Im Bereich des Staatsschutzes wurde die Kontrollkompetenz des Gerichts durch das Gesetz über die Geheime Staatspolizei (Gestapo) vom 10. Februar 1936 (Preuß. GS, S. 21) zielgerichtet ausgeschaltet. Maßnahmen der Gestapo wie die Verhängung der „Schutzhaft“ galten als „justizfreie Hoheitsakte“; gegen sie war kein gerichtlicher Rechtsschutz möglich. Mit der 1941 erfolgten Bildung eines zentralisierten, aber weitgehend einflusslosen Reichsverwaltungsgerichts (RVG) endete das Wirken des PrOVG. Es wurde aufgelöst und in das neue RVG überführt.
Entscheidungssammlung: Entscheidungen des Preußischen Oberverwaltungsgerichts (1.1877–106.1941; ZDB-ID 216333-0)

## Präsidenten
- 1875–1902 Paul Persius
- 1902 Max Kügler
- 1902–1907 Johannes Peters
- 1908–1914 Rudolf von Bitter d. J.
- 1914–1921 Paul von Herrmann
- 1921–1937 Bill Drews[7]

## Gerichtsgebäude

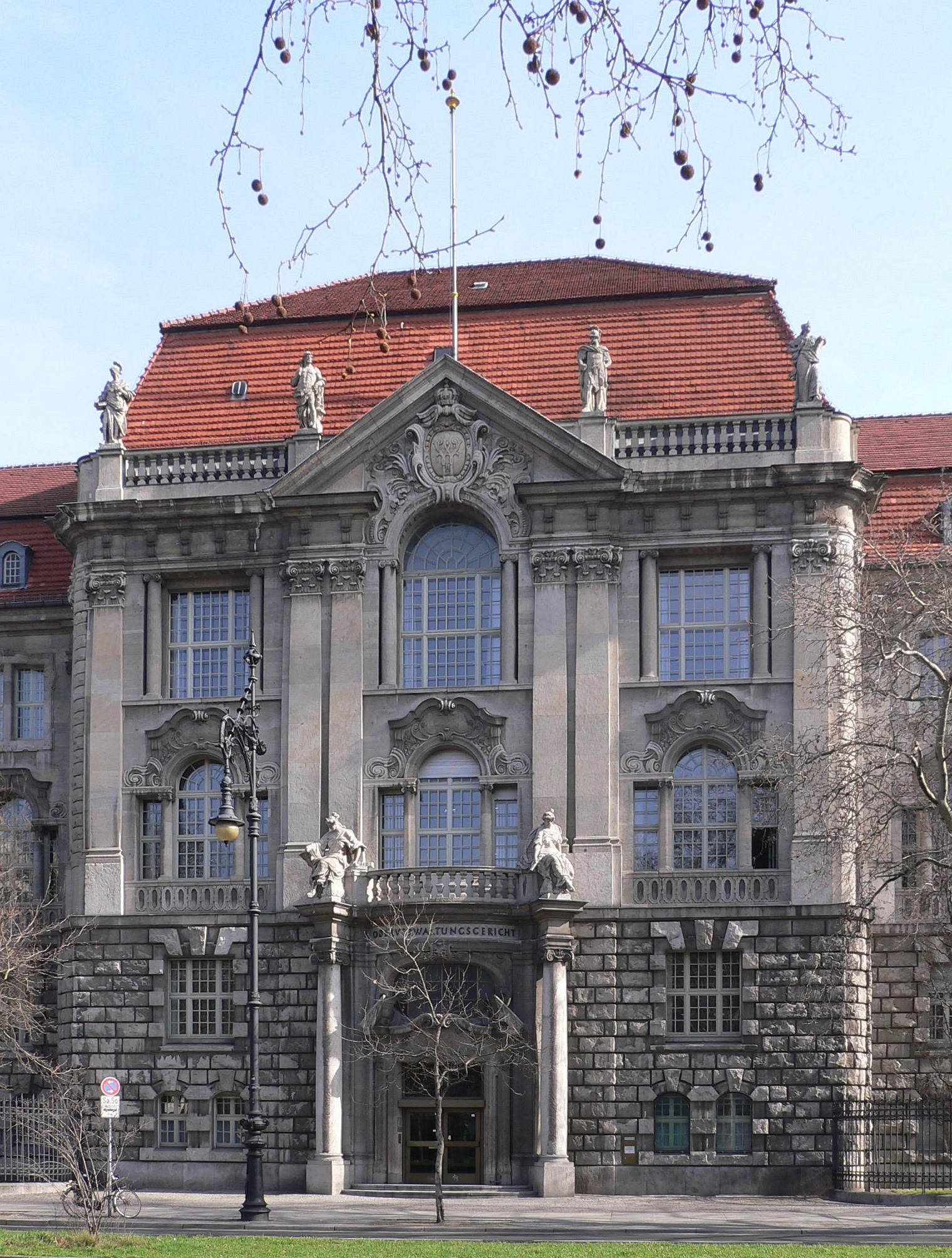
Fassadenansicht des Eingangsbereiches des Gebäudes des Preußischen OVG (2005)

Im Jahre 1875 wurden zunächst Räumlichkeiten in der Lindenstraße 47, 1877 in der Mauerstraße 63 angemietet. Im Jahre 1887 erfolgte ein Umzug in die Markgrafenstraße 47 (ehemals Königliches Lotterieamt).
Das denkmalgeschützte Gebäude des OVG in der Hardenbergstraße 31 im Berliner Ortsteil Charlottenburg wurde 1905–1907 eigens für das Königlich-Preußische Oberverwaltungsgericht nach der Planung von Paul Kieschke erbaut. 1912 wurde die angrenzende Seitenstraße zum Bahnhof Zoo nach dem Initiator Wilhelm Jebens benannt. Am 8. Juni 1953 wurde es Sitz des Bundesverwaltungsgerichts, nach dessen Umzug im August 2002 nach Leipzig übertrug es der Bund im Jahr 2003 dem Land Berlin. Dieses richtete dort ab 1. Oktober 2004 das OVG Berlin ein. Heute ist es Sitz des am 1. Juli 2005 fusionierten OVG Berlin-Brandenburg.